# Catalina Guerra
Catalina Guerra Münchmeyer (Santiago,Chile, 19 de agosto de 1969) es una actriz chilena de teatro, cine y televisión.

## Biografía
Nacida en Santiago, el 19 de agosto de 1969, en una familia de actores. Es la segunda hija de Jorge Guerra (1942-2009), un destacado actor y director de teatro y de Gloria Münchmeyer (1938-), una destacada actriz.
Sus estudios los realizó en el Colegio Francisco de Miranda, Peñalolén. Sus padres se separaron cuando tenía 2 años de edad. Su imagen paterna estuvo ausente hasta su adolescencia. En su infancia conoció a su padre a través de la televisión encarnando al popular personaje infantil Pin Pon. A los 17 años, decidió ir a conocer a su padre a Cuba. «me hizo sentir que su misión en la vida iba mucho más allá de mí. Me costó una vida entenderlo, pero cuando se murió aprendí que él no nació para ser papá de una persona, era el papá de todos a través de su personaje».
Guerra creció observando a Münchmeyer actuar en Teatro UC y en la época de oro de Canal 13 durante la década de 1980, por lo que la decisión de transformarse en actriz fue por la estimulación artística que le entregó su madre.
Estudió teatro en la Escuela de Formación Actoral de Agustín Alezzo en Buenos Aires, egresando en 1990. «Cuando decidí estudiar para ser actriz me di cuenta que no podía ser en Chile. Todos los maestros a cargo de las escuelas de teatro eran amigos de mi madre. En ninguna me iban a tratar como una alumna normal por ser hija de Gloria Münchmeyer. Por eso me fui a Buenos Aires, donde podía equivocarme mil veces», declaró Guerra en 2012.
En Argentina fue pareja del actor Oscar Ferrigno, único hijo de la primera actriz trasandina Norma Aleandro. También estudió ocho años danza en la Academia de Karen Connolly.

## Carrera artística
Empezó su carrera como actriz en 1990 en Canal 13, seguida de algunos roles con éxito, en Acércate más (1990), Ellas por ellas (1991), Amor a domicilio (1995), Adrenalina (1996) y Playa salvaje (1997).     
A partir de 1999, solo apareció en telenovelas producidas por Televisión Nacional de Chile. Las perspectivas de su carrera comenzaron a mejorar cuando actuó en Aquelarre (1999), Santo ladrón (2000) Amores de mercado (2001), Purasangre (2002) y Destinos cruzados (2004). Sus actuaciones recibieron buenas críticas al interior del canal estatal, lo que le permitió protagonizar la sitcom Hotel para dos (2007). Aunque Guerra se había convertido en una de las actrices de reparto más diversas de TVN, su contrato cesó en 2007.    
En 2010 coprotagonizó junto a Fernanda Urrejola el drama Mujeres de lujo de Chilevisión, interpretando a una lesbiana que ejerce la prostitución de lujo en un exclusivo club. La apuesta recibió gran aceptación en audiencia.  
Entre 2010 y 2017, participó regularmente en repartos de Canal 13, bajo un exclusivo contrato. En 2010 encabezó Primera dama, junto a Julio Milostich (siendo ganadora como mejor actriz de reparto en los premios Fotech), entre 2011 y 2017 participó en el fenómeno Soltera otra vez, durante tres temporadas y posteriormente realizó intervenciones de los repartos de Las Vega's (2013), Chipe libre (2014) y Veinteañero a los 40 (2016). 
En 2018 firmó con AGTV Producciones para participar en La reina de Franklin (2018) y Amor a la Catalán (2019).

## Filmografía
| Año  | Título                                    | Papel              |
| ---- | ----------------------------------------- | ------------------ |
| 1992 | Los agentes de la KGB también se enamoran | Kathy              |
| 1998 | Gringuito                                 | Camila             |
| 1998 | Cielo ciego                               | Malena             |
| 2003 | Sexo con amor                             | Angélica           |
| 2006 | Padre Nuestro                             | Prostituta         |
| 2007 | Normal con Alas                           | Pía Hamilton       |
| 2008 | Muñeca                                    | Mamá de Pedro      |
| 2009 | Teresa                                    | Luz Victoria Montt |
| 2009 | El baile de la Victoria                   | Viuda              |
| 2009 | Super, todo chile adentro                 | Clienta Standard   |
| 2018 | Calzones rotos                            | Matilde            |
| 2018 | American Huaso                            |                    |

## Televisión
| Año  | Título                | Papel                   | Ref.   |
| ---- | --------------------- | ----------------------- | ------ |
| 1990 | Acércate más          | Bettina                 |        |
| 1991 | Ellas por ellas       | Myriam Alcayaga         |        |
| 1992 | Fácil de amar         | Amanda Bascur           |        |
| 1993 | Doble juego           | Guacolda                |        |
| 1994 | Top secret            | Tala Mena               |        |
| 1995 | Amor a domicilio      | Fernanda Valdés         |        |
| 1996 | Adrenalina            | Francisca Undurraga     |        |
| 1997 | Playa salvaje         | Paulina Cáceres         |        |
| 1999 | Aquelarre             | Silvana Montes          |        |
| 2000 | Santo ladrón          | Paula Cortés            |        |
| 2001 | Amores de mercado     | Antonia Altamira        |        |
| 2002 | Purasangre            | Margot Rebolledo        |        |
| 2003 | Pecadores             | Sofía Reinoso           |        |
| 2004 | Destinos cruzados     | Maribel Menchaca        |        |
| 2005 | Amor en tiempo récord | María Elena Belmar      |        |
| 2006 | Cómplices             | Marcia Otero            |        |
| 2007 | Corazón de María      | Lucía Collado           |        |
| 2009 | Mujeres de lujo       | Angélica Vargas / Perla | [ 8 ]  |
| 2010 | Primera dama          | Bruna San Juan          | [ 9 ]  |
| 2011 | Soltera otra vez      | Milena Simunović        | [ 10 ] |
| 2012 | Las Vega's            | Rocío Muñoz             |        |
| 2013 | Soltera otra vez 2    | Milena Simunović        |        |
| 2014 | Chipe libre           | Antonieta Hernández     |        |
| 2015 | 20añero a los 40      | Cynthia Espinoza        | [ 11 ] |
| 2017 | Soltera otra vez 3    | Milena Simunović        | [ 12 ] |
| 2017 | La colombiana         | Marta Lisperguer        | [ 13 ] |
| 2018 | La reina de Franklin  | Magnolia Jorquera       | [ 14 ] |
| 2019 | Amor a la Catalán     | Isabel Cruzat           | [ 15 ] |
| 2021 | Verdades ocultas      | Agustina Mackenna       | [ 16 ] |
| 2024 | Al sur del corazón    | Rita Krauss             | [ 17 ] |
| 2025 | El jardín de Olivia   | Bernarda Vial           | [ 18 ] |

| Año  | Título                  | Papel               | Notas |
| ---- | ----------------------- | ------------------- | ----- |
| 1991 | Mediomundo              |                     |       |
| 1995 | Soltero a la medida     |                     |       |
| 1996 | Vecinos puertas adentro | Mónica González     |       |
| 2001 | Oveja negra             |                     |       |
| 2003 | La vida es una lotería  | Marina              |       |
| 2005 | Tiempo final            | Pamela              |       |
| 2006 | Justicia para todos     | Rebeca              |       |
| 2007 | Hotel para dos          | Rosa Morales        |       |
| 2008 | Camera Café             | Victoria Valdivieso |       |
| 2008 | Paz                     | Elvira Santa María  |       |
| 2008 | Comedor de diario       | Eva Klein           |       |
| 2009 | Mis años grossos        | Victoria Molina     |       |
| 2013 | El hombre de tu vida    | Estela              |       |
| 2014 | La canción de tu vida   | Marcela             |       |

## Premios y nominaciones
| Año  | Premios          | Categoría                             | Trabajo           | Resultado |
| ---- | ---------------- | ------------------------------------- | ----------------- | --------- |
| 2010 | Premios Fotech   | Mejor actriz de reparto               | Primera Dama      | Ganadora  |
| 2020 | Premios Estrella | Mejor actriz protagónica - Teleseries | Amor a la Catalán | Nominada  |